# Colours (album Adama F)
Colours – debiutancki album brytyjskiego muzyka drum and bassowego Adama F, wydany w 1997 roku. Łączy w sobie zarówno charakterystyczną dla gatunku szybką perkusję i głęboki bas z popowymi dźwiękami keyboardu, lekkimi wokalami i samplami z jazzu. Płyta odniosła spory sukces komercyjny i pochodzi z niej singiel z Top 20 UK Singles Chart „Circles”.

## Lista utworów
| Nr  | Tytuł utworu                | Długość |
| --- | --------------------------- | ------- |
| 1.  | „Intro”                     | 1:03    |
| 2.  | „73”                        | 1:28    |
| 3.  | „Metropolis”                | 6:31    |
| 4.  | „Music In My Mind”          | 5:18    |
| 5.  | „Jaxx”                      | 5:08    |
| 6.  | „Mother Earth”              | 5:03    |
| 7.  | „The Tree Knows Everything” | 4:27    |
| 8.  | „Circles”                   | 7:14    |
| 9.  | „Dirty Harry”               | 6:49    |
| 10. | „F-Jam”                     | 5:52    |
| 11. | „Colours”                   | 5:37    |
| 12. | „Aromatherapy”              | 7:03    |
|     |                             | 1:01:33 |